# Rue Jean-Charles-Persil
La rue Jean-Charles Persil est une voie de la commune française d'Antony dans les Hauts-de-Seine.

## Situation et accès
La rue Jean-Charles-Persil, d'une longueur de 190 mètres relie la rue de l'Abbaye à la rue de l'Église.

## Origine du nom

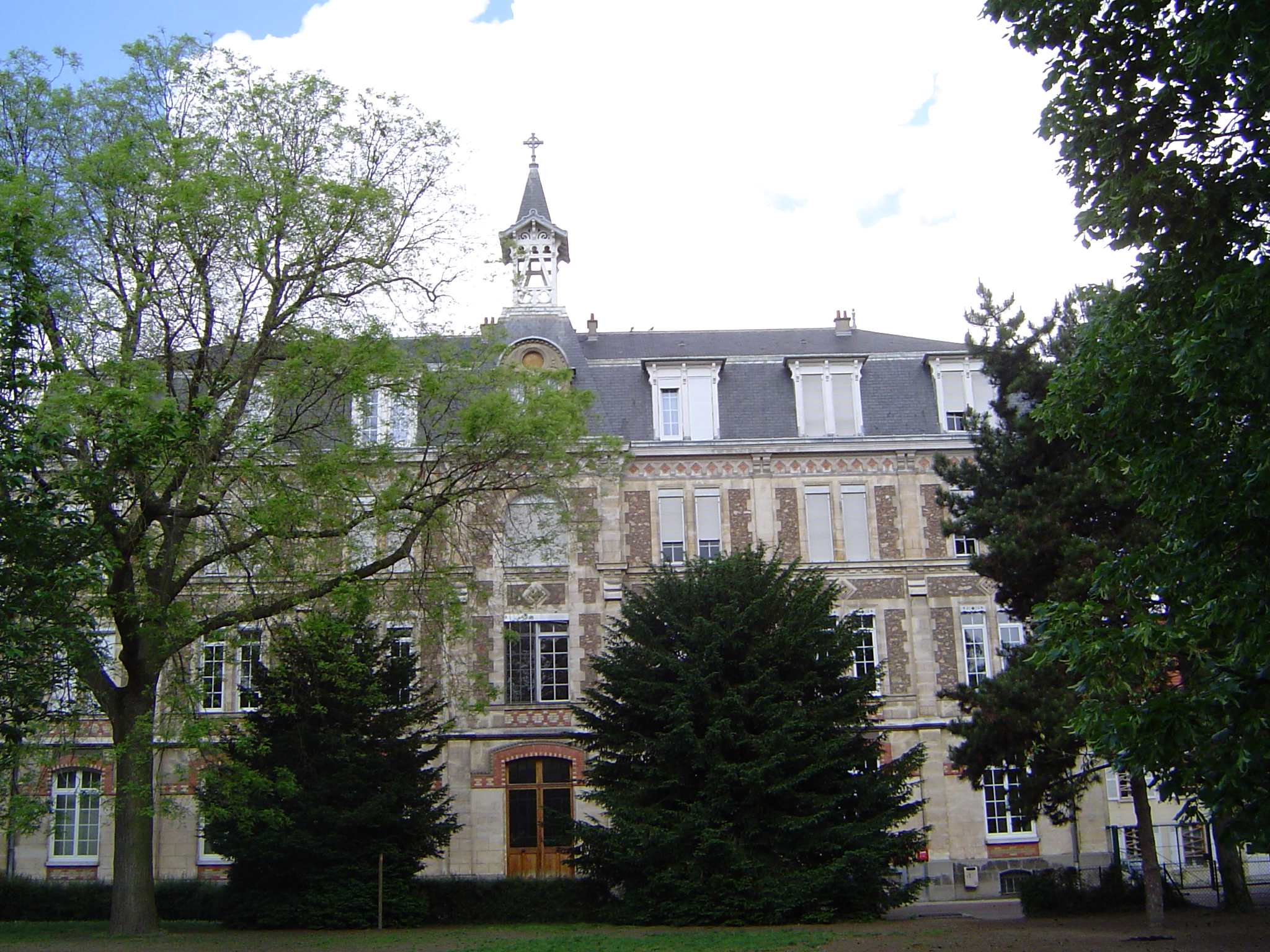
La maison Saint-Jean, en 2008.

Cette rue tient son nom de l'homme politique Jean-Charles Persil (1785-1870), ministre de Louis-Philippe qui résidait à Antony où il est mort. Cette rue est située sur le terrain de sa propriété.
Jean-Charles Persil achète sa propriété en 1820. Le bâtiment principal est la maison Chénier, devenue depuis la maison Saint-Jean. Il s'intéresse à la vie du village. Élu conseiller municipal, il réaménage la distribution des eaux de source en faisant adjoindre aux eaux de la fontaine-du-Sault, captée depuis le début du XVIIIe siècle, celles de la fontaine des Godets en juillet 1835. En 1840, il achète les bâtiments de l'ancienne Ferme-Recette de l'abbaye de Saint-Germain-des-Prés qu'il fait détruire en 1845. Il fait ensuite aménager le parc, construire des bâtiments, notamment un petit pavillon de chasse, et clore de murs la propriété. Il prend sa retraite dans sa propriété où il meurt.

## Historique
La rue a longtemps porté le nom de rue Persil. La municipalité a ajouté son prénom de façon à éviter la confusion avec la plante.

## Bâtiments remarquables et lieux de mémoire

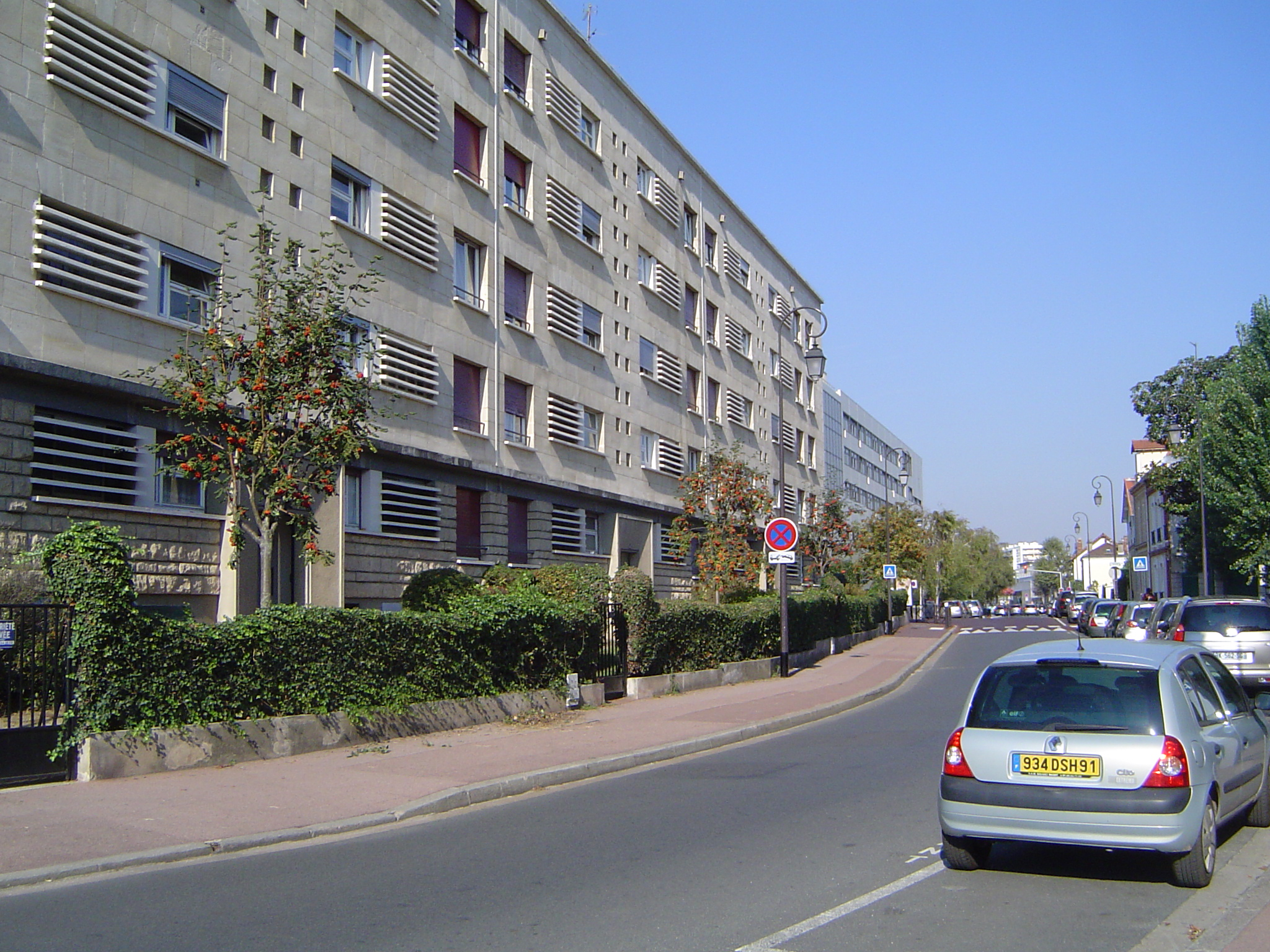
Immeubles situé à l'angle de la rue avec la rue de l'Abbaye (vue rue de l'Abbaye, octobre 2011).

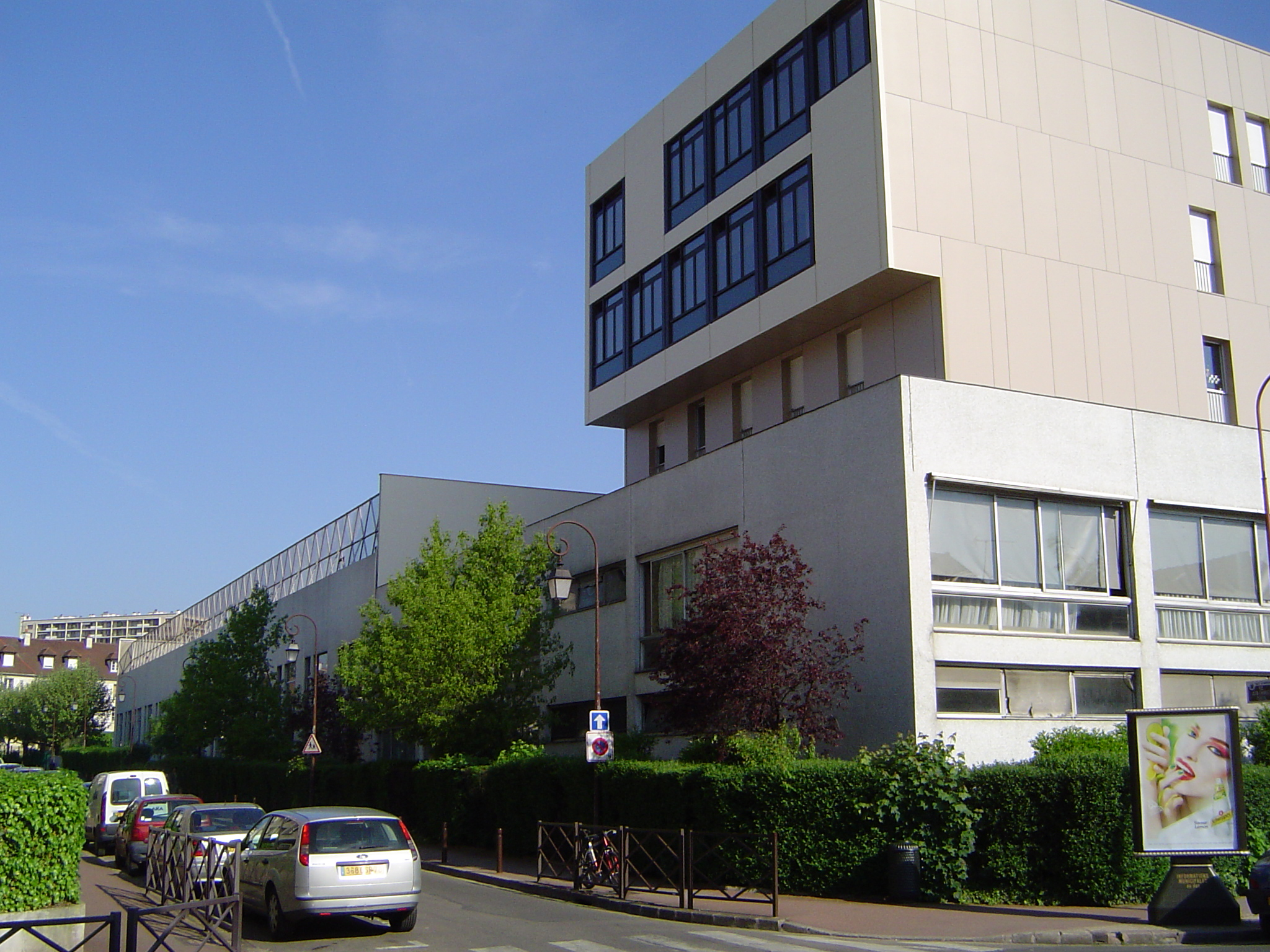
Le bâtiment principal de l'Institution Sainte-Marie d'Antony, côté rue Jean-Charles-Persil, en mai 2008.

En venant de la rue de l'Abbaye et en montant vers la rue de l'Église, le côté droit est entièrement occupé par les bâtiments de l'Institution Sainte-Marie d'Antony, d'abord des salles de classe, puis la piscine et les salles de sport. 
Du côté gauche, un ensemble d'immeubles construits en 1960 puis le petit parking de la place de l'église.

## Pour approfondir